# Bojan Šarčević
Bojan Šarčević (Sarajevo, 21 gennaio 1988) è un cestista bosniaco.

## Palmarès

### Squadra
- Campionato finlandese: 2

Kauhajoen Karhu: 2017-18, 2018-19

### Individuale
- Korisliiga MVP finali: 1

Kauhajoen Karhu: 2017-18